# Флорін Тене
Флорін Тене (рум. Florin Tene, нар. 10 листопада 1968, Бухарест) — румунський футболіст, що грав на позиції воротаря.
Виступав, зокрема, за клуб «Динамо» (Бухарест), а також національну збірну Румунії.
Чемпіон Румунії. Володар Кубка Румунії.

## Клубна кар'єра
У дорослому футболі дебютував 1986 року виступами за команду «Динамо» (Бухарест), у якій провів один сезон, взявши участь в одному матчі чемпіонату. 
Згодом з 1987 по 1994 рік грав у складі команд «Рокар» (Бухарест), «Флакера» (Морень), «Глорія» (Бистриця), «Динамо» (Бухарест) та «Глорія» (Бистриця). Протягом цих років виборов титул чемпіона Румунії.
Своєю грою за останню команду знову привернув увагу представників тренерського штабу клубу «Динамо» (Бухарест), до складу якого повернувся 1994 року. Цього разу відіграв за бухарестську команду наступні два сезони своєї ігрової кар'єри.
Протягом 1996—2000 років захищав кольори клубів «Рапід» (Бухарест), «Карабюкспор», «Стяуа», «Рокар» (Бухарест) та «Арджеш».
Завершив ігрову кар'єру у команді «Динамо» (Бухарест), у складі якої вже виступав раніше. Повернувся до неї 2000 року, захищав її кольори до припинення виступів на професійному рівні у 2001 році.

## Виступи за збірну
У 1992 році дебютував в офіційних матчах у складі національної збірної Румунії.
У складі збірної був учасником чемпіонату Європи 1996 року в Англії.
Загалом протягом кар'єри в національній команді, яка тривала 5 років, провів у її формі 5 матчів.

## Титули і досягнення
- Чемпіон Румунії (1):

«Динамо» (Бухарест): 1991-1992
- Володар Кубка Румунії (1):

«Глорія» (Бистриця): 1993-1994
- Володар Суперкубка Румунії (1):

«Стяуа»: 1998